# Lutzia tigripes
Lutzia tigripes är en tvåvingeart som beskrevs av De Grandpre och De Charmoy 1901. Lutzia tigripes ingår i släktet Lutzia och familjen stickmyggor. Inga underarter finns listade i Catalogue of Life.